# Монтичело ди Фара (Виченца)
Монтичело ди Фара је насеље у Италији у округу Виченца, региону Венето.
Према процени из 2011. у насељу је живело 1411 становника. Насеље се налази на надморској висини од 38 м.